# ماریا سانچز (بازیکن فوتبال)
ماریا سانچز (انگلیسی: María Sánchez؛ زادهٔ ۲۰ فوریهٔ ۱۹۹۶) بازیکن فوتبال اهل مکزیک است.
از باشگاه‌هایی که در آن بازی کرده‌است می‌توان به باشگاه فوتبال گوادالاخارا اشاره کرد.
وی همچنین در تیم‌های ملی فوتبال Mexico women's national under-17 football team, Mexico women's national under-20 football team، و زنان مکزیک بازی کرده‌است.